# 金文準
金 文準（キム・ムンジュン、김문준、1893年 - 1936年）は、在日朝鮮人の労働運動家。

## 人物
済州島出身。農業学校を卒業後、勧業模範場で働いた後、故郷で普通学校の教員を務める一方、青年運動に参加した。1926年に日本にわたり、大阪で在日本朝鮮労働総同盟（労総）中央委員などを務め、朝鮮人労働運動で指導的役割を果たすとともに、新幹会大阪支会検査委員長なども務めた。1929年末から労総が日本労働組合全国協議会（全協）の産業別組合に組み込まれる方針が模索されると、異議を唱え、独自にゴム工業労働者を中心とする日本化学労働組合大阪支部を組織して全協に加盟した。1931年に日本共産党に加入した容疑で治安維持法違反で逮捕され、懲役2年の判決を受けた。1934年に出獄した後、在日朝鮮人の生活や労働環境を向上されるために『民衆時報』を創刊した。その綱領には「朝鮮民衆の生活改善と文化的向上の促進」が掲げられ、『東亜日報』など朝鮮で発行された新聞の大阪支局長が加わった。1936年に拘留中に受けた拷問が原因となり死去し、その遺体は済州島に運ばれ埋葬された。